# I due colonnelli
I due colonnelli è un film del 1962 diretto da Steno. Il titolo fa riferimento al film del 1961 I due marescialli, di cui il celebre attore napoletano Totò era stato protagonista assieme a Vittorio De Sica.

## Trama

Totò e Nino Taranto (nel film il sergente maggiore Quaglia)

Montegreco, al confine tra la Grecia e l'Albania. Nell'estate 1943 le truppe inglesi, guidate dal colonnello Henderson, occupano per la trentesima volta il paese e lo governano secondo criteri democratici: lo stesso colonnello si accasa nell'abitazione di Iride, donna giovane che diventa la sua amante. Nella stessa abitazione, in cui abita anche la madre della ragazza Penelope, il comandante delle truppe inglesi stabilisce il proprio quartier generale.
Il 23 luglio Henderson abbandona la città ed ordina una ritirata perché ritiene preponderanti le forze italiane, quando esse attaccano il paese. In realtà il battaglione degli italiani è una truppa sgangherata senza viveri e con pochissime munizioni rimaste, in cui il severo colonnello Antonio Di Maggio comanda tutti a bacchetta. Una volta entrato in paese anch'egli si reca da Iride dove stabilisce il suo comando e di cui è amante, al pari del colonnello Henderson.
La ragazza, spalleggiata dalla madre, riesce infatti a fingersi amante di entrambi i colonnelli e, per di più riesce ad ospitarli alternativamente nella sua casa. Il giorno seguente un soldato italiano cattura casualmente Henderson: Di Maggio lo fa suo prigioniero e tenta di trattarlo in maniera non consona al suo grado di ufficiale, violando apertamente la convenzione di Ginevra.
Il suo atteggiamento però si mitiga quando scopre che il sergente maggiore Quaglia, suo sottufficiale, a suo tempo prigioniero dei britannici, era stato invece trattato benissimo. Il 25 luglio al comando italiano arriva via radio l'annuncio che Mussolini si è dimesso ed il Re ha affidato il governo al maresciallo Badoglio, che ha dato ordine di proseguire il conflitto a fianco dell'alleato germanico.
Gli inglesi, avendo sentito l'annuncio, ne approfittano per attaccare e riconquistano Montegreco: stavolta dunque è Di Maggio ad essere fatto prigioniero da Henderson. I due, divenuti a loro modo amici, scoprono che Iride è sposata, e che nasconde il marito in un rifugio nel pavimento, e che in realtà non si era mai concessa sessualmente a loro: approfittando dell'oscurità era sempre stata la madre ad entrare nel letto dei due militari.
Per dimenticare la comune disavventura, si ubriacano ricordando amori passati, cantando e ballando: oltretutto Henderson salva la vita al collega, impedendo alla popolazione locale di linciare pubblicamente il colonnello Di Maggio che durante le varie occupazioni non si era fatto ben volere al contrario dei suoi soldati. Impossibilitato a trattenere i paesani, l'ufficiale inglese favorisce la fuga di Di Maggio, consegnandogli i suoi abiti. Travestito da ufficiale inglese e salvatosi dai colpi di fucile dei suoi stessi soldati che non lo riconoscono al buio così abbigliato, Di Maggio riesce a tornare tra le sue file.

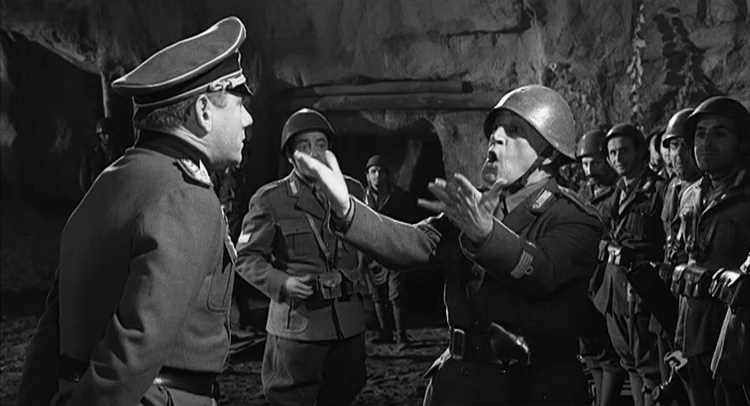
Il celebre dialogo tra il maggiore Kruger ed il colonnello Di Maggio: "Badate colonnello, io ho carta bianca", afferma solenne il tedesco; "E ci si pulisca il culo!" è la pronta replica dell'italiano.

Intanto, venuto a conoscenza delle difficoltà militari italiane a contrastare il battaglione inglese, l'esercito tedesco invia il maggiore Kruger, insieme con una fornitura di potenti mortai da guerra. L'ufficiale tedesco non perde l'occasione per trattare gli italiani, ed in particolare il colonnello, con sufficienza. Di Maggio però si ribella apertamente all'ordine dell'alleato nazista di bombardare il paese ed ucciderne la popolazione per stanare gli inglesi e viene quindi condannato a morte per insubordinazione da una corte marziale tedesca.
Durante il processo Di Maggio ha l'occasione di manifestare apertamente agli ufficiali nazisti la sua opinione sui loro metodi: questo non giova all'esito del processo, di cui peraltro sa benissimo che la condanna a morte è già scritta.
Di Maggio viene dunque condotto sul luogo dell'esecuzione e anche in quel frangente per sfregio l'ufficiale tedesco responsabile ordina agli stessi soldati italiani di fucilarlo. Quaglia si rifiuta di dare l'ordine di sparare al plotone schierato e Di Maggio, per onor d'uniforme e per salvare la vita ai suoi soldati, chiede il privilegio di poter comandare egli stesso il plotone d'esecuzione. Anche in questo caso l'ordine non viene eseguito poiché i militari italiani si rifiutano di uccidere il loro ufficiale comandante.
I soldati italiani vengono allora allineati a fianco del loro colonnello per esser anche loro fucilati con quest'ultimo, ma è l'8 settembre, il giorno dell'armistizio, ed un attimo prima che i tedeschi sparino arrivano gli inglesi, armi in pugno, a salvarli. Dato l'armistizio, Italia e Regno Unito sono ora forze cobelligeranti e quindi i due colonnelli Di Maggio ed Henderson possono continuare la guerra insieme, finalmente da amici ed alleati.

## Curiosità
Totò non amava il turpiloquio e non se ne serviva mai - né nei suoi film né nella vita quotidiana - tant'è che Steno faticò non poco per convincerlo a pronunciare la famosa battuta "E ci si pulisca il culo!" ed, in ogni caso, dovette accettare una condizione postagli dall'attore: gli avrebbe fatto visionare il film e la battuta sarebbe stata mantenuta o tagliata in base alla insindacabile decisione dell'attore stesso.
Terminata la lavorazione, Totò visionò il film e convenne con il regista che effettivamente la frase, pur triviale, calzava a pennello con le vicende narrate e con la scena nella quale era inserita, per cui diede il suo benestare al mantenerla nella versione finale.
La suddetta scena, oltre ad essere ben nota come tra le più esilaranti girate da Totò, è nota anche per essere stata la prima e l'ultima nella quale Totò proferì una scurrilità.

## Produzione
Il film, ambientato in Grecia, in realtà è stato in gran parte girato nel paese di Civita di Bagnoregio, in provincia di Viterbo, nella Tuscia.

## Distribuzione
Il film venne distribuito in Italia dalla Titanus nel gennaio 1963; prima dell'arrivo nelle sale ebbe alcune proiezioni ufficiali: Roma, 5 gennaio 1963; MIlano, 11 gennaio 1963; Torino, 17 gennaio 1963.
Negli Stati Uniti venne distribuito dalla Comet Pictures nel marzo 1966 con il titolo "The Two Colonels".